# Nuri Terliksiz
Nuri Terliksiz (* 5. Januar 1988 in Ceyhan) ist ein türkischer Fußballspieler.

## Karriere
Im Jahr 2005 begann Terliksiz mit seiner Profikarriere bei Ceyhanspor, welche zu diesem Zeitpunkt in der 3. Lig spielten, und kam auf Anhieb zu 22 Pflichtspieleinsätzen. 2007 wechselte er zu Adanaspor, kam hier aber nur auf fünf Einsätzen, sodass er im selben Jahr noch zu seinem Heimatverein Ceyhanspor zurückkehrte und dort wieder seinen Stammplatz erhielt.
Anschließend folgten kurze Zwischenstationen bei Yıldırım Bosnaspor und Belediye Bingölspor, bevor Terliksiz zu der Zweitliga-Saison 2009/10 erneut von Adanaspor verpflichtet wurde. Allerdings wurde er diesmal an İskenderunspor 1967, Belediye Vanspor und an Kahramanmaraş BBSK verliehen. Obwohl Terliksiz bei allen drei Leihstationen regelmäßig zum Einsatz kam, hatte Adanaspor nach seiner letzten Rückkehr von Kahramanmaraş keine Verwendung mehr für ihn, schließlich wechselte er 2013 zu Payas Belediyespor 1975 und 2014 zu Gölbaşıspor. In Gölbaşı traf er gegen Gümüşhanespor beim 1:0-Heimsieg und am folgenden Spieltag beim 1:1-Unentschieden gegen Kırklarelispor. Nachdem Gölbaşıspor am Ende der Saison den Abstieg hinnehmen musste, wechselte Terliksiz Anfang Juli 2015 zu Manisaspor.
Im Sommer 2017 wechselte er zum Drittligisten Şanlıurfaspor.

## Erfolge
Mit Manisaspor
- Meister der TFF 2. Lig und Aufstieg in die TFF 1. Lig: 2015/16